# The Cat Has Nine Lives
The Cat Has Nine Lives (Neun Leben hat die Katze) è un film del 1968 scritto e diretto da Ula Stöckl.
È stato distribuito per lo streaming in Italia col titolo inglese. Il titolo originale è tratto dal primo verso di una canzone eseguita da un personaggio nel corso del film. 

## Trama
A Monaco di Baviera, Katharina, giornalista freelance, ospita per alcuni giorni la sua amica francese Anne, fresca di divorzio. Insieme parlano delle loro aspirazioni e delle loro comuni conoscenze. Katharina è l'amante di Stefan, un uomo sposato che non intende lasciare la moglie. Anne si trova un corteggiatore, Sascha, che a differenza di lei vorrebbe un legame solido ed esclusivo.
Katharina intervista Gabriele, una cantante, dalla quale confida ad Anne di essere attratta come persona. Vende a una rivista l'articolo che ha scritto, nella speranza di favorire così la carriera della sua nuova amica.
Comprendendo di non avere speranze con Anne, Sascha si propone come partner a Katharina, che però lo rifiuta. Anne, dal canto suo, si mette a frequentare Manfred, impegnato politicamente contro la guerra del Vietnam. Katharina e Stefan vanno insieme a trovare in ospedale un'altra amante di quest'ultimo, cosa che suscita la perplessità di Anne.
Anne infine parte col treno, così com'era arrivata, mentre Katharina continua il suo rapporto problematico con Stefan.

## Distribuzione
Il film fu presentato in anteprima alla Settimana Internazionale del Cinema di Mannheim il 12 ottobre 1968.
Nel 2015 fu proiettato nella sezione "classici" della 65ª edizione del Festival di Berlino.
Una versione con sottotitoli in italiano è disponibile per lo streaming sulla piattaforma MUBI.